# Juan José Olleros
Juan José Olleros (San Nicolás de los Arroyos, 19 de octubre de 1794 - Buenos Aires, 18 de agosto de 1857) fue un militar y político argentino que combatió, en la guerra de la independencia, junto a los generales José de San Martín y Juan Gregorio de Las Heras, y en las batallas civiles de su país.

## Biografía
Inició su carrera de derecho en Buenos Aires, pero finalmente optó por enrolarse en el Ejército del Norte como subteniente. En 1815 realizó la campaña altoperuana de José Rondeau, tomó parte de la ocupación de Potosí y de Sipe-Sipe, lo que le valió uin ascenso y condecoración.
En 1817 ya era teniente 1º y pasó a formar parte del Ejército de los Andes, participando en la batalla de Chacabuco y en la campaña del sur de Chile, al mando del general Las Heras, participó en las acciones de la batalla del Cerro Gavilán, Concepción y en la toma de Talcahuano. También en Cancha Rayada y en Maipú. Por su accionar en esas campañas recibió varias condecoraciones.
Regresó a Buenos Aires en 1819 y a los dos años volvió a las filas con el grado de capitán.
En 1831 formó parte de las fuerzas de Balcarce que actuaban contra el General Paz. Revistó como teniente coronel en el batallón "Defensores de Buenos Aires".
Debido a que estaba comprometido con la Revolución del Sur debió emigrar en 1839. Se incorporó entonces al ejército unitario, participando en las batallas de Don Cristóbal y Sauce Grande.
Acompañó entonces al general Paz en la organización de un ejército de Reserva, y con este tomó parte de la batalla de Caaguazú y en la campaña de Entre Ríos en 1842.
Se estableció luego en la ciudad de Montevideo, y la  defendió cuando fue atacada por Manuel Oribe, para pasarse luego a las fuerzas sitiadoras en 1844.
En 1846 se estableció en su ciudad natal.
Luego de la batalla de Caseros formó parte del levantamiento de la población, liberando a los presos políticos.
Estaba casado con la chilena Concepción Fuentes.
Murió pobre el 18 de agosto de 1857.

## Fuente consultada
- Cutolo, V. O. (1994). Buenos Aires: Historia de las calles y sus nombres. Buenos Aires: Elche. ISBN 950-99212-0-3.

- Datos: Q5950413